# Muzeul de Artă „Vasile Grigore - pictor și colecționar”
Muzeul de Artă „Vasile Grigore - pictor și colecționar” este un muzeu național din București, amplasat în Str. Maria Rosetti nr. 29, sector 2. Colecția Vasile Grigore, declarată începând cu data de 25 mai 2004 de utilitate publică, însumează numai în spațiile de expunere peste 500 de piese și ni se înfățișează ca un ansamblu care vizează treptat aproape toate domeniile artelor frumoase. În tradiția colecționarilor K.H. Zambaccian, Anastase Simu, Dr. [[Iosif Dona|Dona], selecția de lucrări din donația Vasile Grigore conține lucrări de pictură, sculptură și grafică românească interbelică (Theodor Pallady, Gheorghe Petrașcu, Iosif Iser, Nicolae Tonitza) și contemporană (Alexandru Ciucurencu, Corneliu Baba, Gheorghe Vânătoru, Ion Musceleanu, Lucian Grigorescu, Constantin Blendea, Henry Catargi, Ion Popescu Negreni, Ion Irimescu, Mihai Buculei, Vladimir Predescu, Traian Bradean, Jean Al. Steriadi).  Dragostea pentru arta populară românească a pictorului Vasile Grigore și pasiunea de a aduna obiecte autentice au dus în final la alcătuirea unei colecții etnografice deosebite, la care au contribuit diferite genuri de artă: icoane pe lemn și pe sticlă, ceramică, obiecte de cult și scoarțe care întregesc ansamblul sălii.
Spațiile de expunere sunt pe două nivele, piesele sunt dispuse în cele cinci săli, reprezentând șapte secțiuni mari (pictură, grafică, sculptură, artă populară românească și artă decorativă europeană, orientală și extrem-orientală). Spațiile de expunere comunică între ele printr-o scară interioară, pe al cărui palier, o serie de exponate introduc vizitatorul în tematica sălilor în care va păși. Legătura cu arta universală este discretă și întotdeauna văzută din perspectiva artei românești. În selecția de stampe japoneze, între care se numără artiști celebri ca Hiroshige, Utamaro, Kunisada, se poate observa puterea revelatoare a liniei, ca în cazul graficii românești. Pictate manual sau imprimate, piesele de porțelan de proveniență japoneză și chineză impresionează printr-o cromatică strălucitoare și prin prețiozitatea suprafețelor pieselor.  Ceramica englezească de tip Delft (Delfts blauw), faianța germană, rusească și franceză nu sunt decât câteva tipuri realizate, prezente în colecție. Pe aceeași linie a obiectelor de uz casnic se înscriu și piesele de metal, gravate, ciocănite, poansonate sau perforate. Cu o cromatică armonioasă, covoarele orientale de rugăciune revin ca o realitate istorică în aproape toate sălile muzeului. Marchetate, intarsiate sau pictate, exemplarele de mobilier oferă indicii despre marea îndemânare și sensibilitate a ebeniștilor francezi, olandezi sau japonezi. Colecția sa de discuri, precum și biblioteca, de asemenea părți componente ale donației, completează și sugerează cu mare acuratețe care sunt direcțiile care i-au influențat pe artist și pe colecționar în același timp. Pentru fiecare dintre cele șapte secțiuni ale colecției, biblioteca a fost in permanență pentru maestrul Vasile Grigore un instrument de îndrumare în demersul său artistic.